# Llei Glass-Steagall
La llei Glass-Steagall va ser promulgada el 16 de juny de 1933 quan Franklin Delano Roosevelt era president. Aquesta llei és com coneix la “Banking Act “dels Estats Units i rep aquest nom perquè els senadors Carter Glass i Henry Steagall són els qui la van impulsar. Amb aquesta reforma es pretenia evitar una catàstrofe financera com la que es va produir amb la Crisi de 1929. Amb la finalitat d'impedir una especulació fora de control es va obligar la separació entre la banca de depòsits i la banca d'inversió. Es proposaven, entre altres mesures:
- Separació de l'activitat bancària de l'activitat borsària (diferenciant la banca comercial de la banca d'inversions.
- Creació d'un sistema bancari format per bancs nacionals, estatals i locals. Per tal de fomentar la lliure competència, es va tenir en compte la Sherman Act (Llei Antimonopolis). Només es permetia, com a màxim, un 18%, del control d'una entitat financera de qualsevol nivell territorial.
- Als bancs no se'ls permetia participar en el funcionament dels Fons de Pensions.
- Als banquers se'ls prohibia participar en els consells administratius d'empreses (industrials, comercials o serveis).
- Els bancs s'havien de dedicar a facilitar crèdit tant a empreses com a particulars. Se'ls impedia dur a terme accions conjuntes amb altres empreses per a participar en el mercat borsari.

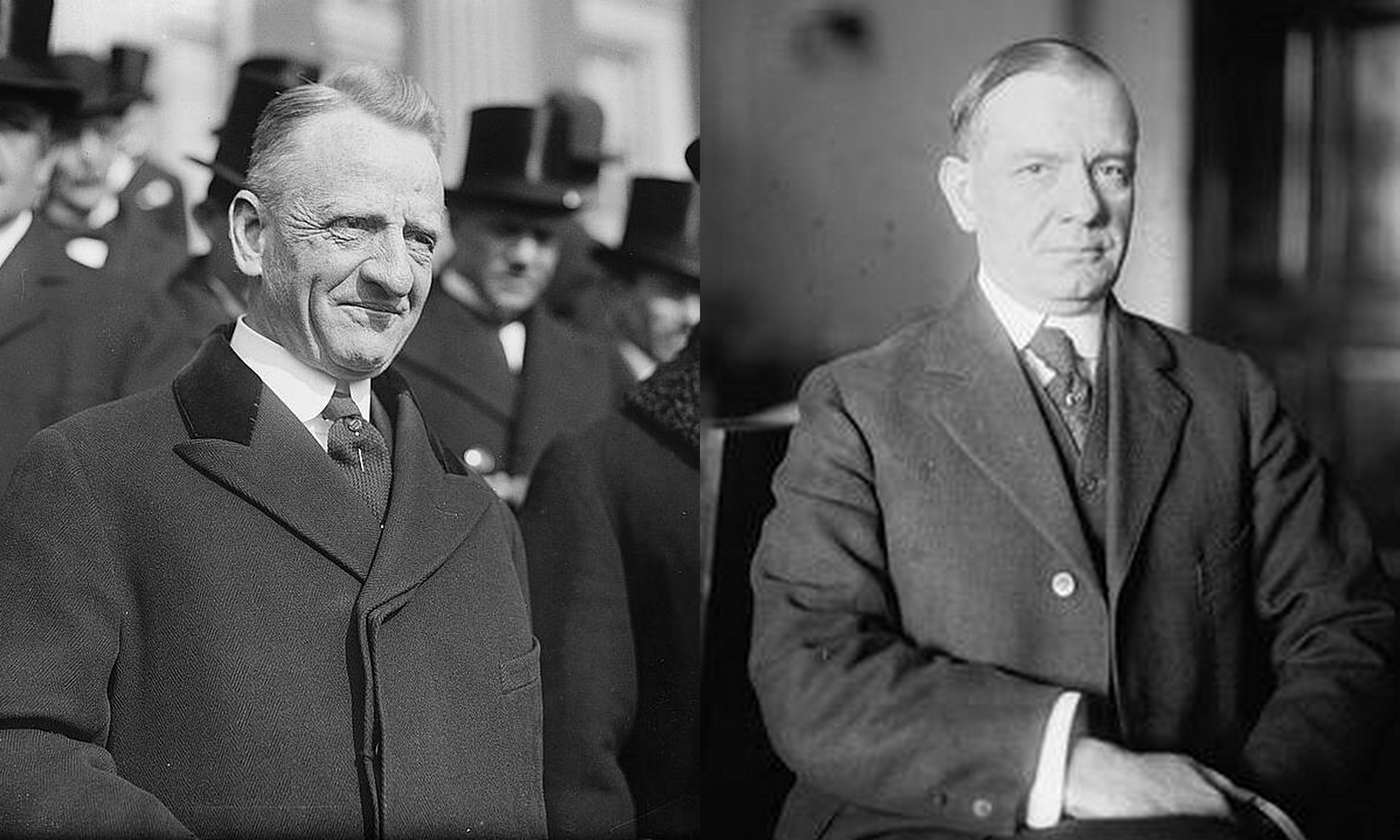
El senador Carter Glass i Henry B. Steagall (1933)

En els anys 80 durant l'administració Reagan aquestes mesures es van anar erosionant i, finalment, amb la tasca del senador Phil Gramm es va derogar completament la llei Glass-Steagall el 1999.
El quanyador de les eleccions presidencials als Estats Units Donald Trump defensa la restauració de la Llei Glass-Steagall que, en canvi, no la proposava Hillary Clinton però si Bernie Sanders. Malgrat que alguns analistes consideraven que si els demòcrates haguessin obtingut la majoria al Senat, també donarien suport per tirar endavant la proposta de separar les activitats de la banca tradicional (com, per exemple, préstecs a empreses) de les activitats d'inversions de risc (com l'any 1933) tal com demanaven alguns líder bancaris interessats en la denominada economia real.